# 이성진 (시인)
이성진(李盛進, 1969년 ~ )은 대한민국의 시인이자 작가 겸 작곡가이다. 부천남중학교, 시온고등학교, 국립경국대학교 음악과와 동 대학원 작곡전공, 이태리 로마 A. I. ART 아카데미 합창지휘 디플롬, 현재 시를 노래하는 사람들(시노) 음악감독 직에 있고 지난날 국립경국대학교 음악학과 외래교수를 지냈다.

## 약력
1997년 시집 《그리움이 쌓여 내 어깨를 짓눌러도》로 작품 활동 시작
2009년 『문예춘추』 신인상

## 저서

### 시집
- 《너는 너대로 아름답다 》 (천년의시작, 2020)
- 《안동 까치밥나무》 (북랩, 2013)
- 《아름다운 여행》 개정판 (새벽, 2011)
- 《그대 사랑하라》 (새벽, 2010)
- 《사랑하는 것은》 (새벽, 2009)
- 《행복한 풍경》 (새벽, 2008)
- 《나는 참 행복한 사람입니다》 (새벽, 2007)
- 《나는 당신이 참 좋습니다》 (새벽, 2004)
- 《아름다운 여행》 (새벽, 2001)
- 《그리움이 쌓여 내 어깨를 짓눌러도》 (새벽, 1997)

#### 시인의 말
《그리움이 쌓여 내 어깨를 짓눌러도》
사랑하는 연인들 모두가 행복하고 좋은 인연이 되기를 바랍니다. 세상의 어느 좋은 것보다 당신 옆에 누군가 있어 따듯이 빈자리를 채워줄 수 있는 사람이 소중합니다. 아프게 하지 말고 상처도 주지 말고 모자람 없이 행복하게 주어진 시간을 아끼시기를... 

《아름다운 여행》
어두운 곳에 빛이 있어 얼마나 소중한가. 아무리 힘든 일이 있어도 행복한 희망이 있다면 얼마나 아름다운가. 멀리 있어 당신이 더욱 더 그리운 건 또 얼마나 애틋한가. 가슴속에 사랑이 그득하면 퍼 주어야할 곳이 있어야한다.

### 기타
음반
- 《시를 노래하는 사람들(시노) - 나는 당신이 참 좋습니다》 서랍속 이야기.1 (아토엔터테인먼트, 2014)

음악이론서적
- 《현대음악의 이해》 (조성룡,이성진 공저) (새벽, 2004)